# Euplexia amblypennis
Euplexia amblypennis là một loài bướm đêm trong họ Noctuidae.